# Эчегарай, Роже
Роже Мари Эли Эчегарай (фр. Roger Marie Élie Etchegaray; 25 сентября 1922, Эспелет, Франция — 4 сентября 2019, Камбо-ле-Бен, Франция) — французский куриальный кардинал. Титулярный епископ Джемелле ди Нумидия и вспомогательный епископ Парижа с 29 марта 1969 по 22 декабря 1970. Архиепископ Марселя с 22 декабря 1970 по 13 апреля 1985. Первый председатель Европейской епископской конференции в 1971—1979. Ординарий территориальной прелатуры Миссия Франции с 25 ноября 1975 по 23 апреля 1982. Председатель епископской конференции Франции в 1975—1985. Кардинал-священник с титулом церкви Сан-Леоне I с 30 июня 1979 по 24 июня 1998. Председатель Папского Совета Справедливости и Мира с 8 апреля 1984 по 24 июня 1998. Председатель Папского Совета Cor Unum с 8 апреля 1984 по 2 декабря 1995. Кардинал-епископ Порто-Санта Руфины с 24 июня 1998. Вице-декан Коллегии кардиналов с 30 апреля 2005 по 10 июня 2017. С 3 по 4 сентября 2019 года являлся старейшим из ныне живущих кардиналов Римско-католической церкви, после смерти кардинала Хосе де Хесуса Пимьенто Родригеса.

## Священники церковный общественный деятель
Родился будущий кардинал Эчегарай 25 сентября 1922 года, в Эспелете, епархия Байонна, Франция. Эчагарай баскского происхождения, хотя и считается французским кардиналом. При крещении получил имя Роже-Мари-Эли.
Образование получил в семинарии Устарица, Байонна, в старшей семинарии, Байонны, а также в Папском Григорианском университете, в Риме.
Посвящён в священники 13 июля 1947 года, в 2017 году кардинал Эчегарай отметил 70-летний юбилей пребывания в духовном сане. В 1947—1961 годах работа в епархии Байонны — пасторская работа, секретарь епископа, генеральный секретарь пастырской работы «Католического Действия», генеральный викарий епархии.
В 1961—1966 годах, секретарь-адъюнкт епископской конференции Франции. В 1965 году секретарь комитета по отношениям с Европейской епископской конференцией. В 1966—1970 годах секретарь епископской конференции Франции.

## Архиепископ Марселя
Избран титулярным епископом Джемелле ди Нумидия и назначен вспомогательным епископом Парижа с 29 марта 1969 года по 22 декабря 1970 года. Посвящён в епископы 27 мая 1969 года, в Парижском соборе, кардиналом Франсуа Марти, архиепископом Парижа, которому помогали кардинал Поль Гуйон, архиепископ Ренна, и Владислав Рубин (будущий кардинал), титулярный епископ Серты, генеральный секретарь Всемирного Синода Епископов. Папой Павлом VI назначен на архиепископскую кафедру Марселя, 22 декабря 1970 года. Эчегарай был архиепископом Марселя в 1970—1985 годах, в течение пятнадцати лет. Первый председатель Европейской епископской конференции в 1971—1979 годах. В течение десяти лет был председателем епископской конференции Франции в 1975—1985 годах. Прелат Миссии Франции с 25 ноября 1975 года по 23 апреля 1982 года.
Участник многочисленных епископских конференций и синодов, как региональных, так и всемирных. Активный церковный деятель.

## Кардинал
Эчегарай был возведён в кардиналы-священники с титулом церкви Сан-Леоне I папой римским Иоанном Павлом II на его первой консистории от 30 июня 1979. Кардинал Эчегарай был председателем Папского Совета справедливости и мира в 1984—1998 годах, и председатель Папского Совета Cor Unum в 1984—1995 годах.
24 июня 1998 года он был назначен кардиналом-епископом Порто-Санта Руфина. Один из приближённых кардиналов папы Иоанна Павла II. Потерял право участвовать в Конклаве в 2002 году, после достижения им 80-летнего возраста.
В 2003 году Ватикан выступал против американского вторжения в Ирак и послал кардинала Эчегарай в качестве посланника, чтобы убедить Вашингтон воздерживаться от войны.
Был избран вице-деканом Коллегии кардиналов, после избрания папы римского Бенедикта XVI в 2005 году. Несмотря на своей возраст, активно участвовал в работе Курии и являлся приближённым понтифика Бенедикта XVI.

## Кардинал Эчегарай и отношения сРусской Православной Церковью
Являлся другом Святейшего Патриарха Московского и Всея Руси Алексия II.
7 августа 2007 года кардинал Эчегарай во время своего визита в Россию встретился со Святейшим Патриархом Московским и всея Руси Алексием II. На встрече с журналистами кардинал Эчегарай сказал о возможной встрече Алексия II и Бенедикта XVI:

Конечно, нельзя не думать об этой встрече. И Патриарх, и Папа думают о встрече. Мы идем к этой цели. Шаги убыстряются, но мы не можем форсировать это. Встреча должна быть встречей в правде, в искренности, а не популистской и должна состояться тогда, когда будут наилучшие условия для этого.

9 декабря 2008 года вместе с кардиналами Каспером и Глемпом представлял делегацию Святого Престола на похоронах Святейшего патриарха Московского и всея Руси Алексия II.

## Разное
26 ноября 2008 года, кардинал Эчегарай обогнал кардинала Джакомо Антонелли (длительного государственного секретаря папы римского Пия IX) как наиболее долго служащий кардинал, который никогда не участвовал в Папском Конклаве. (Он достиг восьмидесяти лет и потерял право участвовать в Конклаве, чтобы избирать будущих римских пап в сентябре 2002 года).
24 декабря 2009 года кардинал Эчегарай был сбит с ног вместе с папой римским Бенедиктом XVI, когда 25 летняя Сюзанна Майоло попыталась схватить папу римского за шею во время прохождения торжественной процессии через собор Святого Петра для мессы Сочельника. Понтифик не получил повреждений, но у Эчегарая было сломано бедро и он был помещён в клинику Джемелле.
10 июня 2017 года Пресс-служба Святого Престола сообщила, что Папа Франциск принял просьбу, представленную кардиналом Роже Эчегараем, кардиналом-епископом субурбикарной епархии Порто-Санта Руфины, освободить его от должности вице-декана Коллегии кардиналов и одобрил избрание нового вице-декана коллегии кардиналов, совершенное кардиналами из чина епископов, кардинала Джованни Баттиста Ре кардинала-епископа субурбикарной епархии Сабины-Поджо Миртето.
4 сентября 2019 года кардинал Роже Эчегарай скончался в Камбо-ле-Бен, в доме престарелых Ардити, куда он переехал на пенсию в 2017 году.